# Wakuya
Wakuya (jap. 涌谷町 Wakuya-chō) – miasto w Japonii, na wyspie Honsiu, w prefekturze Miyagi. Według danych na rok 2020 miejscowość zamieszkiwało 15 388 mieszkańców , a gęstość zaludnienia wyniosła 187,3 os./km².